# Рыжий лесной муравей

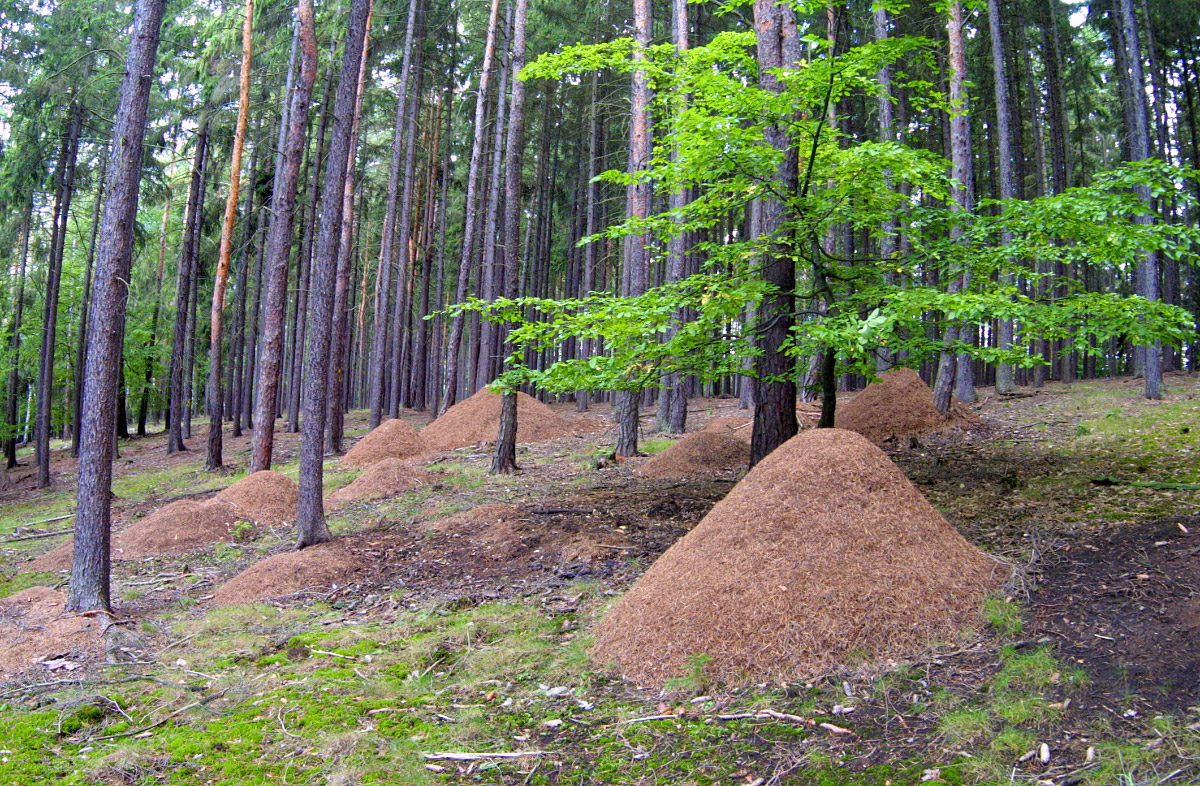
Комплекс муравейников

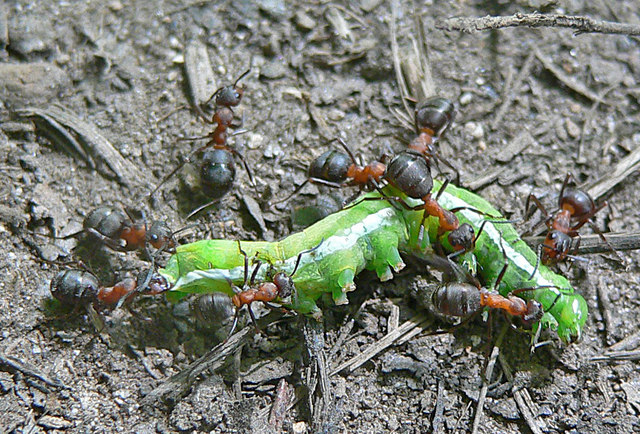
Formica rufa с добычей

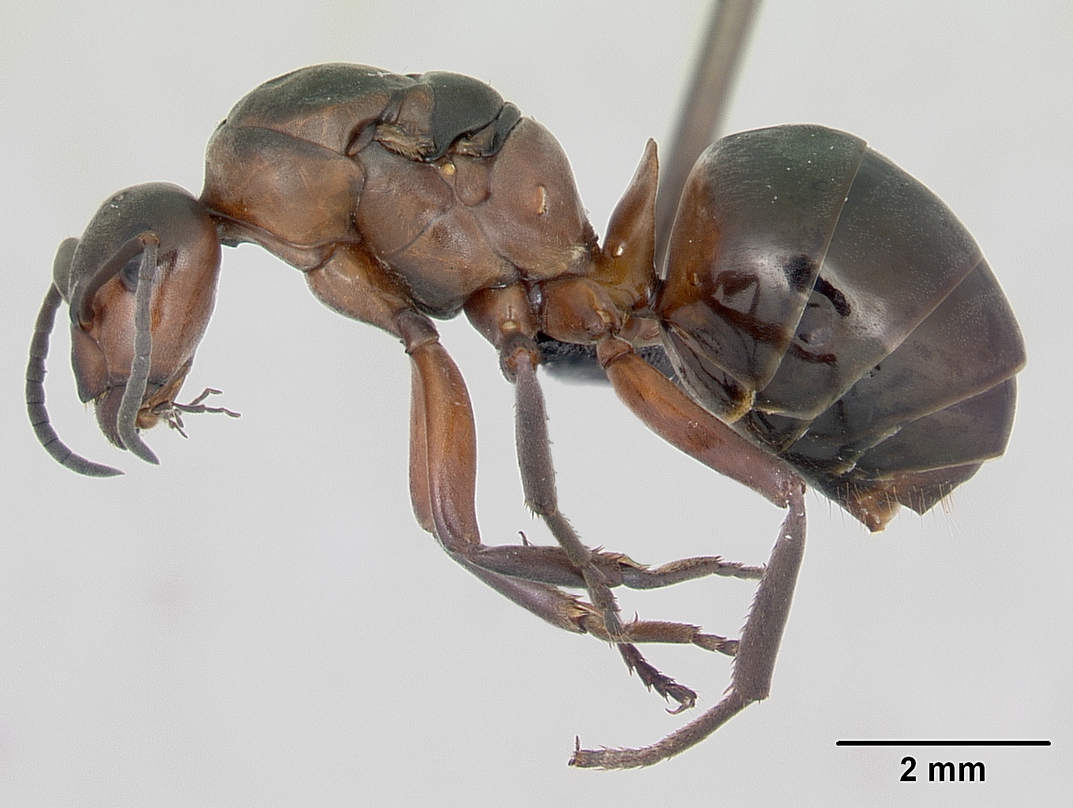
Матка рыжего лесного муравья Formica rufa

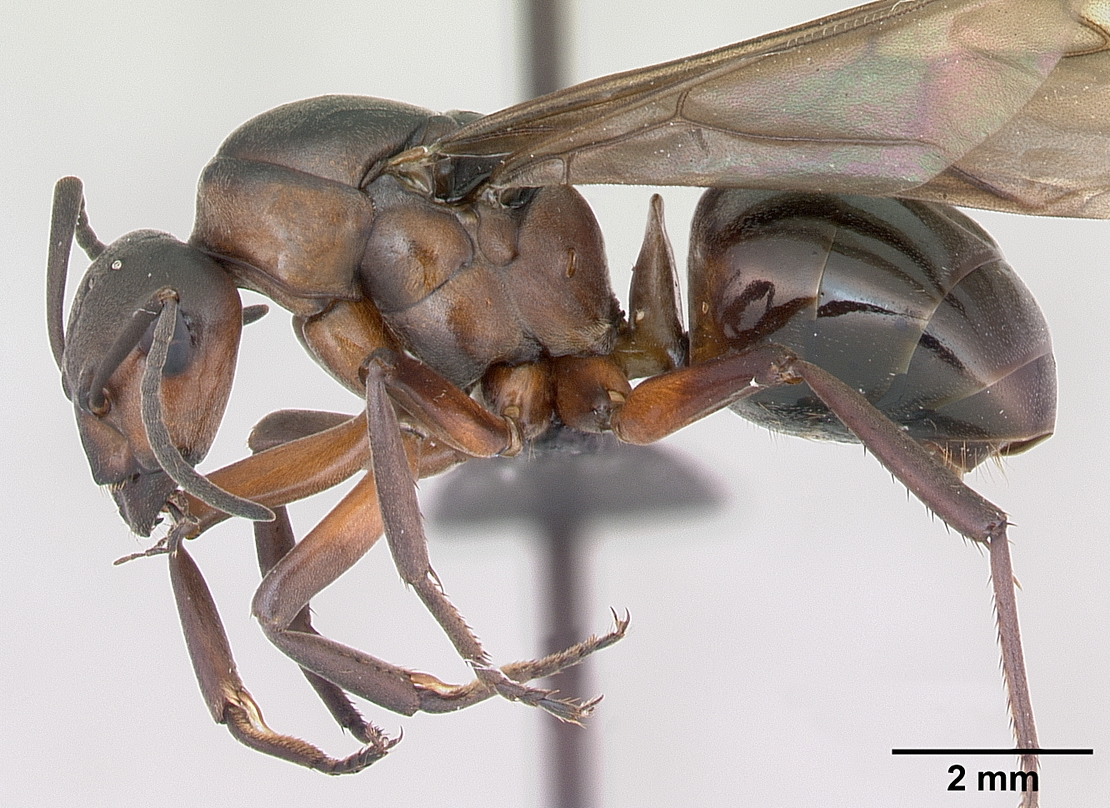
Крылатая молодая самка рыжего лесного муравья Formica rufa

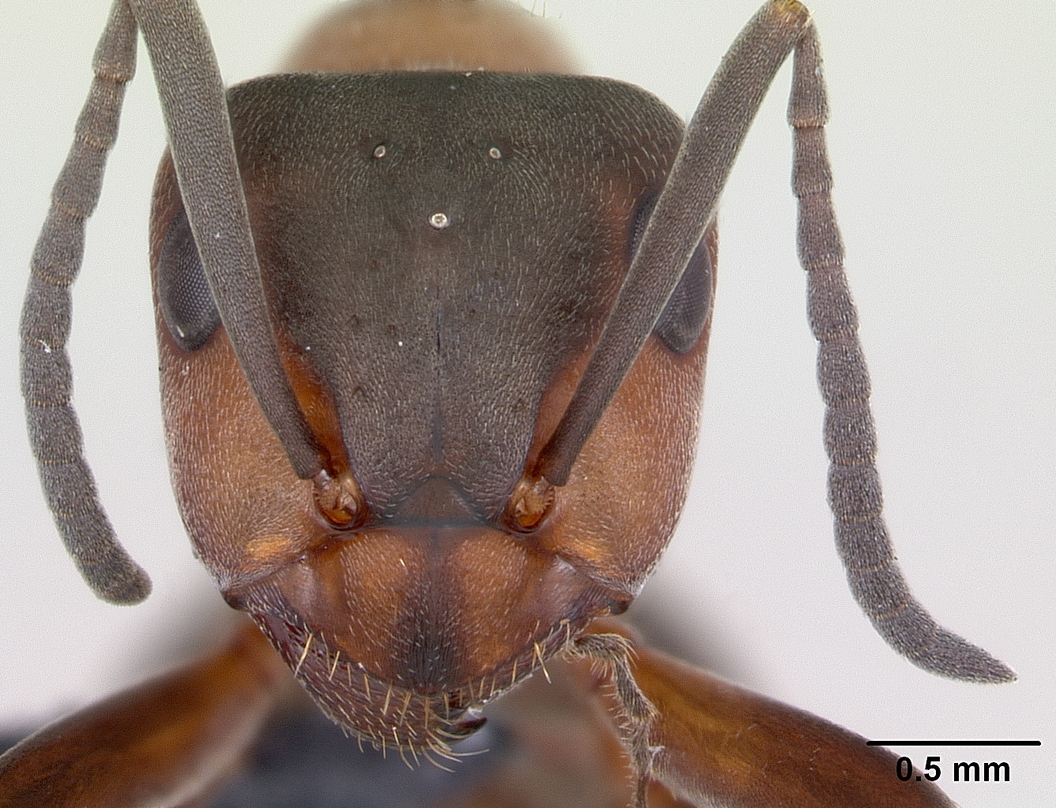
Голова спереди

Рыжий лесной муравей (лат. Formica rufa) — вид муравьёв рода формика (Formica) из подсемейства формицины (Formicinae). Имеет полезное лесоохранное значение, искусственно расселяется, включён в международную и региональные Красные книги. Муравьи средних размеров, рабочие длиной от 4,5 до 9 мм, самки и самцы от 9 до 11 мм. Тело красно-бурого цвета (грудь, стебелёк и щёки рыжевато-красные, брюшко чёрное, голова частично чёрная). Относится к группе рыжих лесных муравьёв, к которой также относят малого (Formica polyctena), северного (Formica aquilonia) и волосистого (Formica lugubris) лесных муравьёв.

## Распространение
Леса умеренного пояса северной Евразии, где хорошо заметны по своим крупным муравейникам из хвоинок и веточек (до 2 метров в высоту). Европа: Австрия, Беларусь, Бельгия, Болгария, Великобритания, Венгрия, Дания, Германия, Испания, Италия, Латвия, Литва, Люксембург, Молдова, Нидерланды, Норвегия, Польша, Россия, Румыния, Сербия, Словакия, Турция, Украина, Финляндия, Франция, Черногория, Чехия, Швеция, Швейцария, Эстония.

## Описание
Муравьи средних размеров, рабочие длиной от 4,5 до 9 мм, самки и самцы от 9 до 11 мм, красно-бурого цвета (грудь, стебелёк и щёки рыжевато-красные, брюшко чёрное, голова частично чёрная). Усики рабочих и самок 12-члениковые с длинным первым члеником (скапус), у самцов состоят из 13 сегментов. Передний край наличника без вырезки, округлый. Лобная площадка самок и рабочих блестящая. Затылочный край головы выпуклый, на нём есть только прилежащие волоски (у Formica aquilonia затылок с отстоящими волосками). Снизу головы есть несколько пар отстоящих волосков (у близкого вида Formica polyctena они отсутствуют или только прилежащие). Сверху на каждом сегменте груди более 3 пар отстоящих волосков (у F. polyctena менее 3 пар). Скутум и брюшко самок блестящие (у близкого вида F. polyctena они матовые). Половину брюшка занимает кислая ядовитая железа, окружённая мощным мускулистым мешком. При сокращении мышц яд выбрасывается на расстояние до нескольких десятков сантиметров. Стебелёк между грудкой и брюшком состоит из одного членика (петиолюс), несущего вертикальную чешуйку. Огромные муравейники высотой более полутора метров содержат сотни тысяч муравьёв (до миллиона и более). Гнёзда построены из веточек, хвоинок и другого растительного и почвенного материала.
Кроме охоты на насекомых, крупные колонии муравьёв собирают 450—500 кг пади тлей за сезон.
В начале 1977 года было доказано, что рыжие лесные муравьи Formica rufa способны различать цвета.
В 2022 году впервые было проведено подробное исследование мезосомальной скелетомышечной системы рабочих особей Formica rufa и создан 3D-атлас мезосомальной анатомии. Этот справочник иллюстрируеет конфигурацию скелетомышечных компонентов и функции мышц во взаимодействии со скелетными элементами. Полученная анатомическая оценка «обобщенного» муравья представляет собой шаблон для будущих исследований мезосомы во всей радиации Formicidae, с конечной целью синтеза структурной, функциональной и трансформационной информации для понимания эволюции важнейшей области тела муравьев.

### Мирмекофилы
Гнёзда муравьёв служат прибежищем сотням видов мирмекофильных организмов, в том числе жукам ломехузам, Lomechusoides, Pella, Stenichnus godarti, Thiasophila angulata, мелким муравьям (Formicoxenus), жукам-перистокрылкам Ptenidium formicetorum, чернотелкам Myrmechixenus и многим другим.

### Паразитоиды
Паразитоидами личинок муравьёв являются наездники Conostigmus formiceti, мухи-журчалки Microdon analis и другие. Среди паразитических наездников, у которых рыжий лесной муравей отмечен в качестве первичного хозяина, указаны следующие виды из семейства Eucharitidae:
- Eucharis adscendens
- Eucharis bedeli

## Классификация
Данный вид относится к группе рыжих лесных муравьёв, к которой также относят малого (Formica polyctena), северного (Formica aquilonia) и волосистого (Formica lugubris) лесных муравьёв.

## Генетика
Баркодинг. Диплоидный набор хромосом 2n = 52.

## Биохимия
В составе различных желёз обнаружены следующие феромонные вещества:
- муравьиная кислота (CH2O2), феромон тревоги[13] и защитное вещество[14];
- декан (C10H22), феромон тревоги[13];
- ундекан (C11H24), феромон тревоги[13] и защитное вещество[14].

Яд рыжих лесных муравьёв примерно на 50 % состоит из муравьиной кислоты (CH2O2) (Stumper, 1951). В составе Дюфуровых желёз обнаружены следующие вещества: n-Нонан, n-Декан, n-Ундекан, 9-Ундецен, n-Додекан, 1-Додецен, 3-метилундекан, 5-метилундекан, n-Тридекан, n-Тетрадекан, 3-метилтридекан, 5-метилтридекан, Тетрадецен, n-Пентадекан, 7-Пентадецен, n-Гексадекан, n-Гептадекан, cis-8-Гептадецен, Гептадекадиен, n-Октадекан, 9-Октадецен, n-Нонадекан, 9-Нонадецен, Нонадекадиен, n-Эйкозан, Эйкозен, n-Генэйкозан, Гнеэйкозен, n-Докозан, Трикозен, ацетаты (тетрадециловый, гексадециловый, гексадецениловый, октадециловый, геранилгераниловый) и другие.

## Охранный статус
- См. также: Селигерский муравьиный заказник, Муравей (заказник)

Рыжие лесные муравьи включены в «Красный список угрожаемых видов» международной Красной книги Всемирного союза охраны природы в статусе Lower Risk/near threatened (таксоны, близкие к переходу в группу угрожаемых). Также включены в некоторые региональные Красные книги и списки редких животных, например в Красную книгу Москвы, Красную книгу Воронежской области, в Красные книги Костромской, Новгородской и Челябинской областей (в Липецкой области включены все лесные виды Formica), а также в Красную книгу Днепропетровской области (2011). Первые законы об охране рыжих лесных муравьёв были приняты в Германии (в XIX веке) и Италии (в середине XX века).

## Значение

### Лесоохранное значение
Рыжие лесные муравьи играют важную роль в регуляции численности массовых лесных вредителей, прежде всего хвое-листогрызущих гусениц бабочек и ложногусениц пилильщиков. Муравьи улучшают почву и расселяют семена лесных растений. Один крупный муравейник спасает от вредителей четверть гектара лесопокрытой площади.

### Искусственное расселение
Для искусственного расселения рыжих лесных муравьёв на новые участки леса разработано несколько специальных методик: 1) ранневесеннее переселение (первый метод Гёссвальда); 2) переселение с куколками; 3) переселение с дополнительной подсадкой самок (второй метод Гёссвальда).
При использовании второго метода Гессвальда во время брачного лёта собирают крылатых самок и самцов. Эта методика была впервые разработана немецким мирмекологом Карлом Гёссвальдом (Karl Gößwald 1907—1996) в 1939 году и широко применялась в ГДР, Италии и ФРГ. Крылатых самок и самцов собирают с помощью специального колпака из марли, натянутого на деревянный или металлический каркас и укреплённой в верхней части колпака воронки, на узкую часть которой надета резиновая трубка, соединяющая воронку с большой банкой. Крылатые самки и самцы поднимаются по стенке колпака вверх, попадают в воронку и оттуда в банку с небольшим количеством гнездового материала без муравьев. Затем крылатых особей сажают в специальный садок для их спаривания. После оплодотворения самцы погибают, а самок можно подсаживать в искусственные отводки. Однако, в садах и буковых лесах, разводя тлей, муравьи могут принести вред.

### Медицинское значение
В медицине рыжие лесные муравьи используются как лекарственное средство животного происхождения. Содержат муравьиную кислоту, которая действует как яд и феромон; алкан ундекан, выполняющий сигнальную функцию; эфирное и жирное масло; белковые вещества; хитин, минеральные вещества, преимущественно фосфат кальция. Муравьиная кислота впервые была выделена в 1671 году английским натуралистом Джоном Рэйем из муравьёв этого вида.
Сухих и живых муравьёв используют для приготовления медицинских препаратов — муравьиного спирта и настойки при лечении суставов и невралгий как отвлекающее средство. Применяется в гомеопатии.

## Галерея

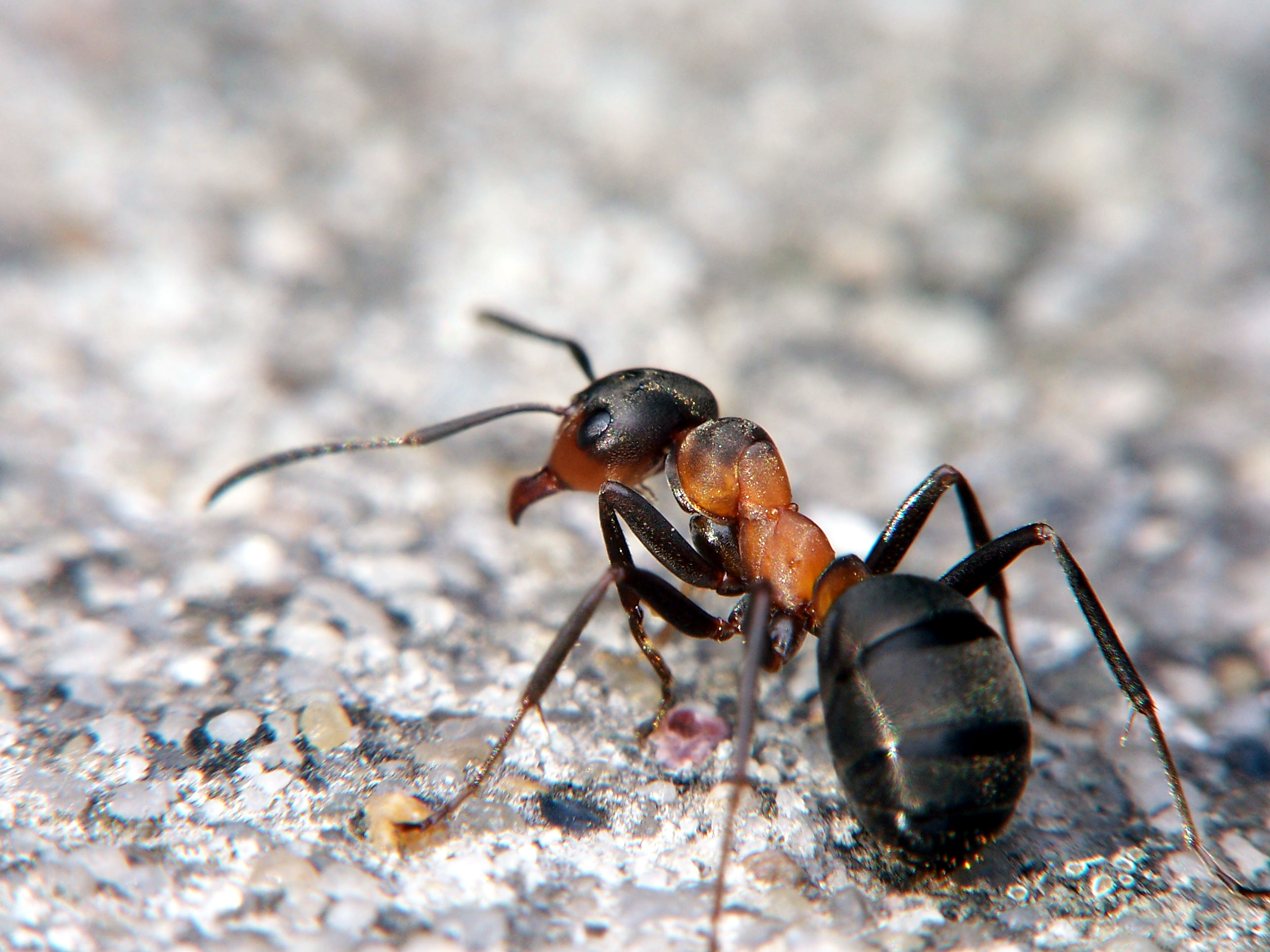
Рыжий лесной муравей
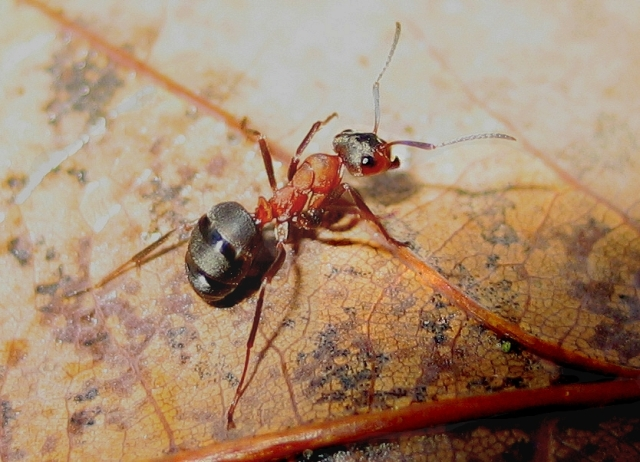
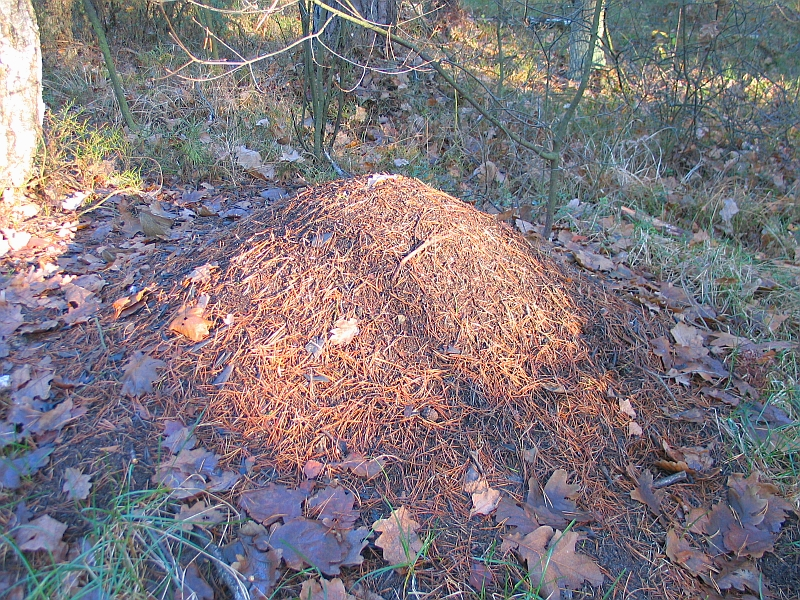
Муравейник
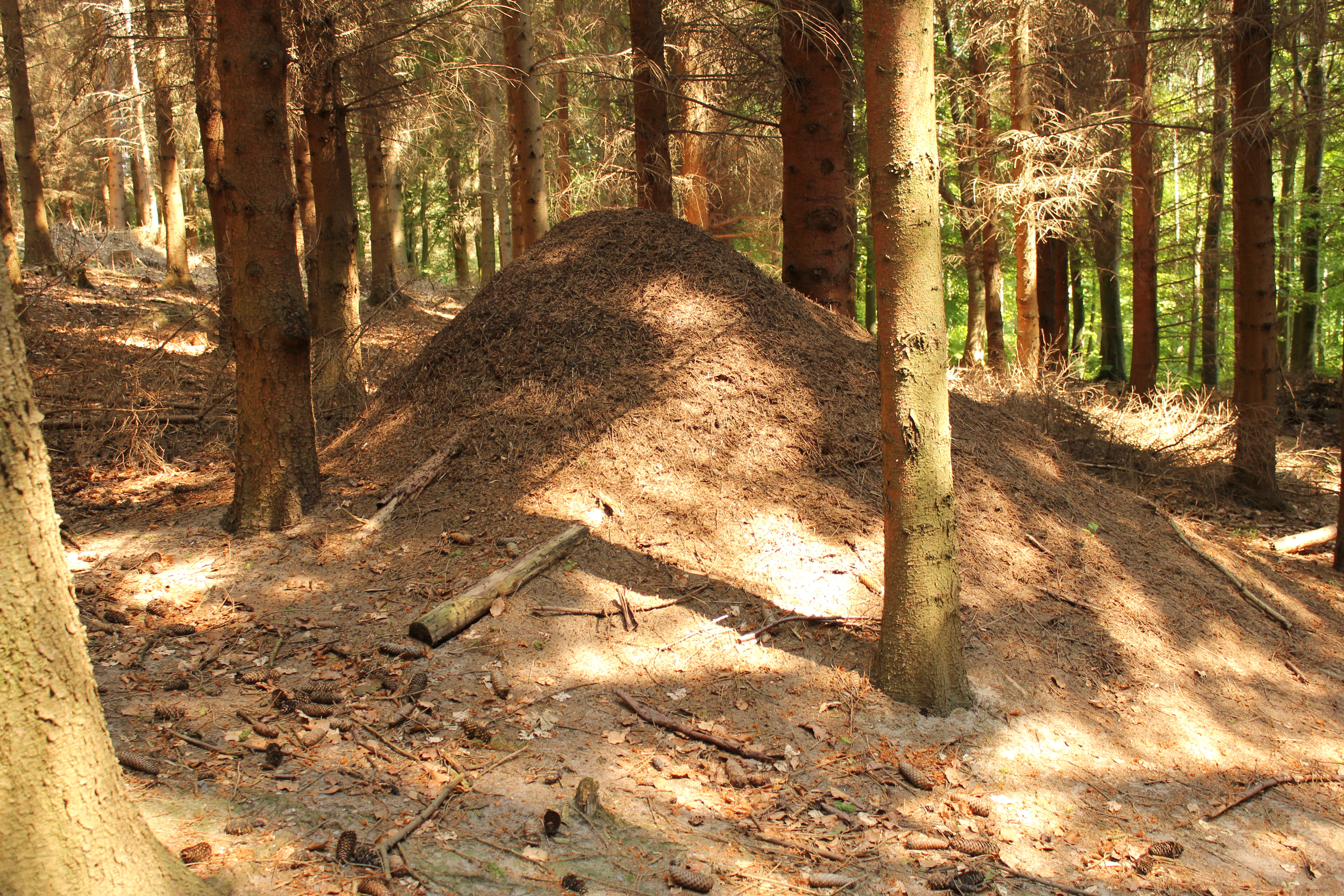
Муравейник
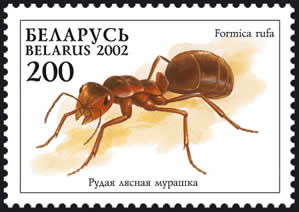
Formica rufa на марке Белоруссии
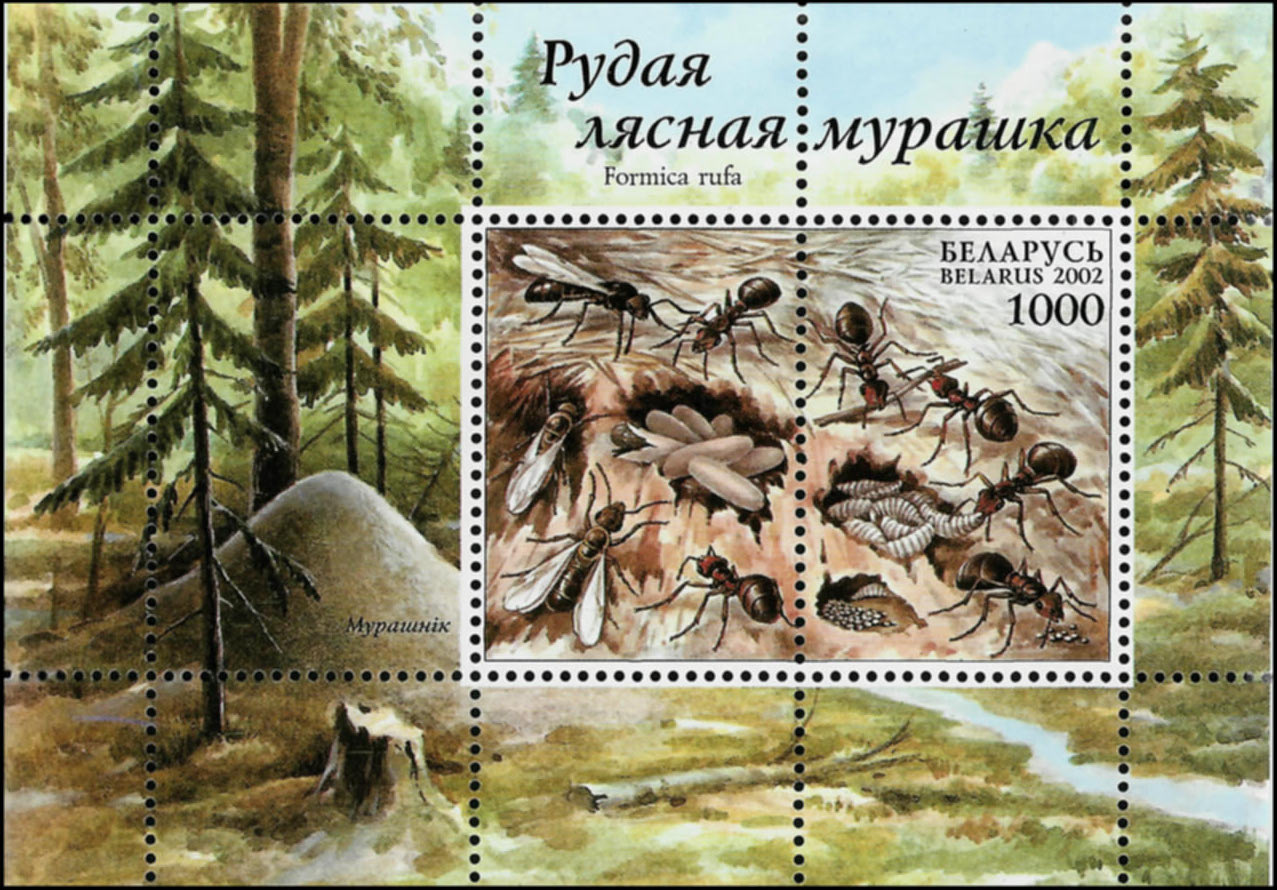
Formica rufa на марке Белоруссии
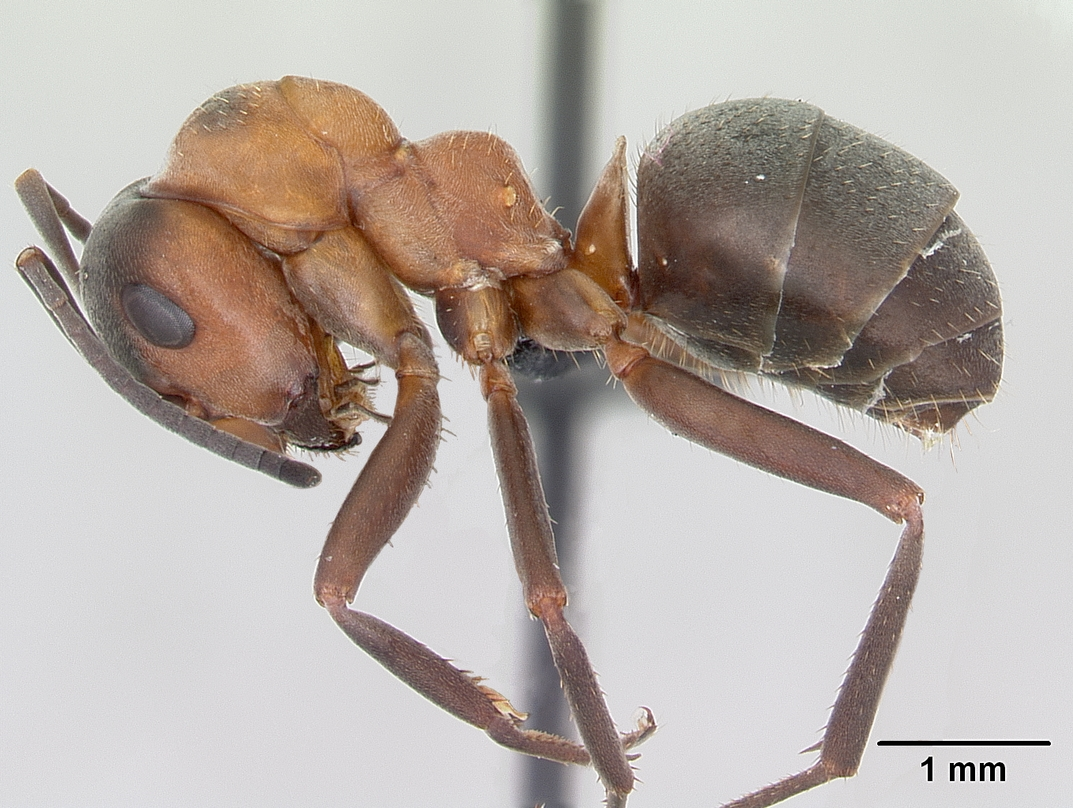
Рабочий сбоку
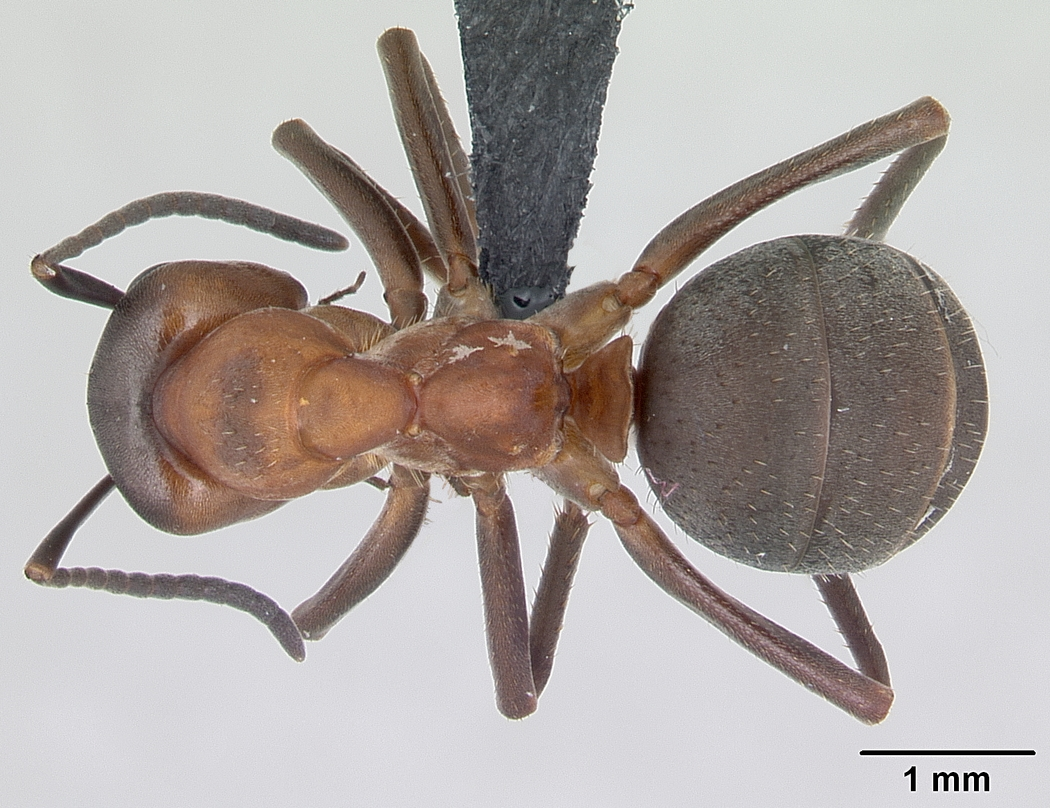
Рабочий сверху
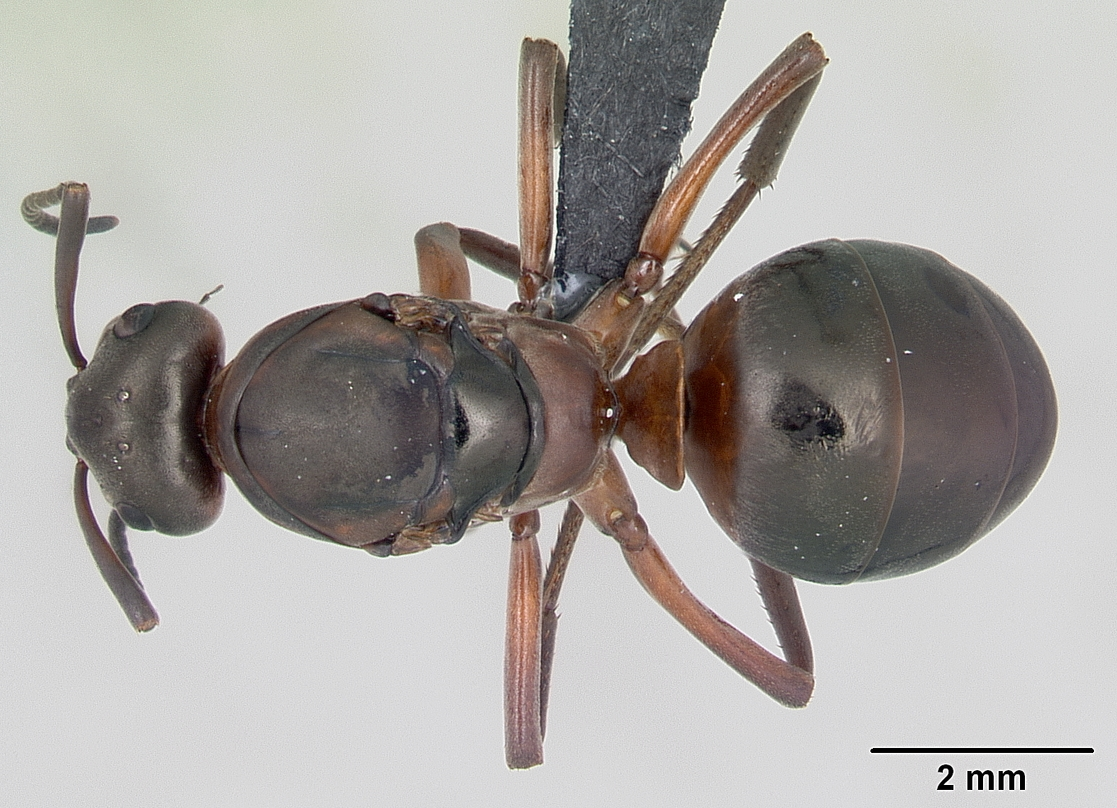
Матка сверху